# La tigre bianca
La tigre bianca (The White Tiger) è il primo romanzo dello scrittore indiano Aravind Adiga, pubblicato in India nel 2008. Il romanzo ha vinto il Booker Prize nel 2008.

## Trama
L'imprenditore indiano Balram Halway, detto la Tigre Bianca, scrive delle lettere al primo ministro cinese che è in procinto di visitare l'India. 
Gli racconta di come ha compiuto la sua scalata sociale, partendo dal suo povero villaggio sulle rive del Gange, appartenendo a una delle caste più basse del paese, fino ad arrivare alla luccicante New Delhi come autista di un ricco uomo d'affari. Qui assiste alla progressiva e inarrestabile corruzione del suo padrone, ne assimila la mentalità e intuisce che il modo per liberarsi dalla gabbia della miseria è commettere un omicidio, rubare e mettersi in proprio.